# Відьма (фільм, 2017)
«Відьма» (норв. Thelma) — копродукційний містичний фільм-трилер кінематографістів Норвегії, Франції, Данії та Швеції 2017 року, поставлений норвезьким режисером Йоакімом Трієром. Прем'єра фільму відбулася 20 серпня 2017 на Норвезькому міжнародному кінофестивалі. Фільм висувався від Норвегії кандидатом в номінанти на здобуття премії «Оскар» 2018 року, але до короткого списку не потрапив .

## Сюжет
Тельма переїздить до Осло на навчання в університеті. Галасливе студентське повсякдення вириває її із звичного ритму життя. Вона вперше починає жити самостійно, далеко від своїх релігійних батьків, які надмірно опікували її. В університеті Тельма поводиться дуже правильно — вона сторониться усіляких спокус та зосереджена на навчанні. Проте знайомство з однокурсницею Аньєю перевертає її життя догори дригом. Тельма відчуває непереборний потяг до Аньє, і від надлишку почуттів у неї починаються судорожні синдроми, разом з якими вона дізнається про свої надприродні здібності.

## У ролях
| • Еллі Гарбоа              | … | Тельма                   |
| • Кая Вілсон               | … | Аньє                     |
| • Генрік Рафаелсен         | … | Тронд                    |
| • Еллен Дорріт Петерсен    | … | Унні                     |
| • Грета Ельтерваг          | … | Тельма у віці 6-ти років |
| • Марте Магнусдоттір Солем | … | невролог                 |
| • Андерс Мосслінг          | … | доктор Паулссон          |
| • Ванесса Борглі           | … | мати Аньє                |
| • Стейнар Клоуман Галлерт  | … | Крістофер                |
| • Інгрід Г'явер            | … | Джулі                    |

## Знімальна група
- Автори сценарію — Йоакім Трієр, Ескіль Вогт
- Режисер-постановник — Йоакім Трієр
- Продюсери — Томас Робсам, Стефан Апельгрен, Сігве Ендресен, Томас Ескільссон, Фредерик Гейніг та ін.
- Оператор — Якоб Іхре
- Композитор — Ола Флеттум
- Монтаж — Олів'є Бугге Кутте
- Художник-постановник — Роджер Розенберг
- Художник з костюмів — Еллен Делі Істегеде

## Виробництво
Знімальний період фільму почався 20 вересня 2016 року. Знімання відбувалося в Осло, Гетеборзі, Тролльгеттані та Кірунаі та тривало 44 дні.

## Реліз
Прем'єра фільму відбулася на Норвезькому міжнародному кінофестивалі 20 серпня 2017 року. Міжнародна прем'єра «Відьми» відбулася на Міжнародному кінофестивалі у Торонто як спеціальна презентація 9 вересня. Прем'єра фільму відбулася у США на фестивалі Fantastic Fest 21 вересня і була показана на Нью-Йоркському кінофестивалі як основний вибір 6 жовтня. Прем'єра у Великій Британії відбулася на Лондонському кінофестивалі BFI як культова гала-презентація 14 жовтня.
Стрічка вийшла на екрани в Норвегії 15 вересня, у Великій Британії 3 листопада, а потім у США 10 листопада.
The Orchard придбав права на розповсюдження фільму в Північній Америці у квітні того ж року. Права на розповсюдження у Великій Британії придбала Thunderbird Releasing у серпні.

## Нагороди та номінації
| Список нагород та номінацій (Список не є вичерпним) | Список нагород та номінацій (Список не є вичерпним) | Список нагород та номінацій (Список не є вичерпним) | Список нагород та номінацій (Список не є вичерпним) | Список нагород та номінацій (Список не є вичерпним) | Список нагород та номінацій (Список не є вичерпним) |
| Кінофестиваль/Кінопремія                            | Рік                                                 | Категорія                                           | Номінант(и)                                         | Результат                                           | Дж                                                  |
| --------------------------------------------------- | --------------------------------------------------- | --------------------------------------------------- | --------------------------------------------------- | --------------------------------------------------- | --------------------------------------------------- |
| Норвезький міжнародний кінофестиваль                | 2017                                                | Нагорода норвезьких кінокритиків                    | Відьма                                              | Перемога                                            |                                                     |
| Кінофестиваль в Аделаїді                            | 2017                                                | Приз за найкращий фільм                             | Відьма                                              | Номінація                                           |                                                     |
| Міжнародний кінофестиваль у Чикаго                  | 2017                                                | «Золотий Г'юго» за найкращий художній фільм         | Відьма                                              | Номінація                                           |                                                     |
| Міжнародний кінофестиваль у Чикаго                  | 2017                                                | «Золотий Q-Г'юго»                                   | Відьма                                              | Номінація                                           |                                                     |
| Кінофестиваль у мар-дель-Плата                      | 2017                                                | Найкращий фільм                                     | Відьма                                              | Номінація                                           |                                                     |
| Кінофестиваль у мар-дель-Плата                      | 2017                                                | Найкраща акторка                                    | Еллі Гарбоа                                         | Перемога                                            |                                                     |
| Кінофестиваль у мар-дель-Плата                      | 2017                                                | Приз за найкращу операторську роботу                | Якоб Іхре                                           | Перемога                                            |                                                     |
| Загребський кінофестиваль                           | 2017                                                | «Золотий велосипед» за найкращий фільм              | Відьма                                              | Номінація                                           |                                                     |
| Гентський міжнародний кінофестиваль                 | 2017                                                | Гран-прі за найкращий фільм                         | Відьма                                              | Номінація                                           |                                                     |
| Денверський міжнародний кінофестиваль               | 2017                                                | Нагорода Кшитофа Кесльовського за найкращий фільм   | Відьма                                              | Номінація                                           |                                                     |
| Спільнота кінокритиків Сан-Дієго                    | 2017                                                | Найкращий фільм іноземною мовою                     | Відьма                                              | Перемога                                            |                                                     |
| Асоціація кінокритиків Юти                          | 2017                                                | Найкращий неангломовний фільм                       | Відьма                                              | Перемога                                            |                                                     |
| Спільнота кінокритиків Денвера                      | 2018                                                | Найкращий фільм іноземною мовою                     | Відьма                                              | Перемога                                            |                                                     |
| Премія GLAAD                                        | 2018                                                | Видатний фільм — Обмежений реліз                    | Відьма                                              | Номінація                                           |                                                     |
| Спільнота кінокритиків Г'юстона                     | 2018                                                | Найкращий фільм іноземною мовою                     | Відьма                                              | Перемога                                            |                                                     |